# A Little Deeper
Albums de Ms. Dynamite
Judgement Days
(2005)
A Little Deeper est un album de la chanteuse et rappeuse RnB/hip-hop anglaise Ms. Dynamite, sorti en 2002. Cet album a reçu le prix Mercury Prize.

## Liste des titres
1. "Natural High (Interlude)" – 0:56
2. "Dy-na-mi-tee" – 3:39
3. "Anyway U Want It" (featuring Keon Bryce) – 3:42
4. "Put Him Out" – 3:58
5. "Brother" – 3:34
6. "It Takes More" (Bloodshy Main Mix) – 4:39
7. "Sick 'N' Tired" – 3:34
8. "Afraid 2 Fly" – 4:48
9. "Watch Over Them" – 1:16
10. "Seed Will Grow" (featuring Ky-Mani Marley) – 3:23
11. "Krazy Krush" – 3:44
12. "Now U Want My Love" – 4:54
13. "Too Experienced" 1 (featuring Barrington Levy) – 2:58
14. "Gotta Let U Know" – 4:09
15. "All I Ever" – 4:31
16. "A Little Deeper"/"Get Up, Stand Up" (Prégap) – 10:25

### Édition américaine
1. "Danger" – 3:14
2. "Ramp" – 9:58

## Classements
| Chart (2002/2003)                     | Peak position |
| ------------------------------------- | ------------- |
| Classement d'album français           | 67            |
| Classement d'album anglais            | 10            |
| U.S. Billboard 200                    | 179           |
| U.S. Billboard Top R&B/Hip-Hop Albums | 80            |
| U.S. Billboard Top Heatseekers        | 8             |